# M-3 (Montenegro)
De M-3 of Magistralni Put 3 is een hoofdweg in Montenegro. De weg loopt van de grens met Bosnië en Herzegovina, waar de M111 vanuit Sarajevo aansluit, via Nikšić en Danilovgrad naar de hoofdstad Podgorica. 
De M-3 is ongeveer 134 kilometer lang en over de gehele lengte onderdeel van de E762, die loopt van Sarajevo naar Božaj bij de grens met Albanië.

## Geschiedenis
In de tijd dat Montenegro bij Joegoslavië hoorde, was de 
weg onderdeel van de Joegoslavische hoofdweg M18. Deze weg liep van Hongarije via Sombor, Tuzla, Sarajevo, Nikšić en Podgorica naar Albanië. Na het uiteenvallen van Joegoslavië en de onafhankelijkheid van Montenegro behield de weg haar nummer in Montenegro. In 2016 werden de wegen in Montenegro opnieuw ingedeeld, waarbij de M-18 tussen de grens met Bosnië en Herzegovina en Podgorica werd omgenummerd in M-3. De M-18 tussen Podgorica en de grens met Albanië werd omgenummerd in M-4.